# 화살십자당

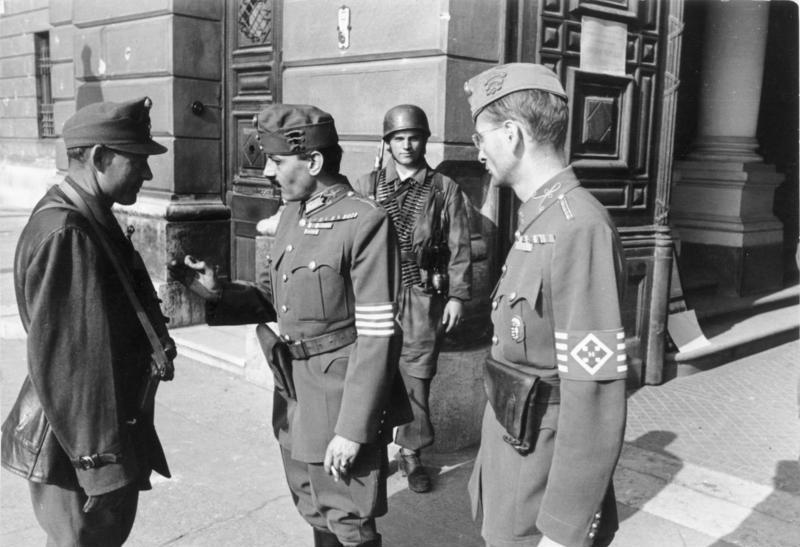
부다페스트 시내를 봉쇄하고 있는 화살십자당 당원들 (1944년 10월 16일)

화살십자당(헝가리어: Nyilaskeresztes Párt 닐러슈케레스테시 파르트[*]) 또는 화살십자당-헝가리주의 운동(Nyilaskeresztes Párt-Hungarista Mozgalom 닐러슈케레스테시 파르트-훈거리슈터 모즈걸롬[*])은 1935년부터 1945년까지 존재했던 헝가리의 극우, 나치즘 정당이었다. 1944년 이 단체는 나치 독일의 괴뢰국인 헝가리 국민단결정부를 수립하고 반대파 학살과 홀로코스트를 저질렀다. 당 지도부는 제2차 세계 대전이 종결된 이후 전쟁범죄와 반역죄로 기소되었으며, 유죄 판결을 받고 처형되었다.

## 역사
이 정당은 극우 정치인이자 국민의지당(헝가리어: Nemzet Akaratának Pártja)의 당수인 살러시 페렌츠가 1939년에 창당하였다. 이 정당은 점차 교권 파시스트 단체들을 대거 흡수하며 성장하였는데, 이로 인해 헝가리는 점점 나치 독일의 괴뢰국 신분으로 전락하였다.
1939년 나치 독일이 제2차 세계 대전을 일으키자 화살십자당은 유대 볼셰비즘 음모론을 퍼뜨리며 침략 전쟁 참여를 선동하였고, 나치 독일의 지지하에 화살십자당은 헝가리를 사실상 접수하였다. 화살십자당은 1940년 법적으로 금지되었으나, 자신들의 정치적 입장과 완벽히 일치하는 호르티 미클로시 정부를 지지하였다.
그러나 1943년부터 추축국의 전세가 매우 불리하게 돌아갔고 이에 호르티 미클로시 정부는 소련과의 휴전 협정을 추진하려 하였다. 그러자 나치 독일은 헝가리 침공을 하였고, 화살십자당의 당수인 살러시 페렌츠를 내세워 헝가리 국민단결정부를 수립하고 수많은 테러와 반인륜적인 학살을 저질렀다. 화살십자당은 더욱 노골적인 인종주의, 반유대주의를 내세우며 헝가리에 거주하는 유대인들을 게토와 폴란드의 아우슈비츠 강제 수용소로 이송해 그들을 참혹한 죽음으로 내몰았다.
1944년 10월 29일 소련 붉은 군대가 부다페스트 공세를 성공시키며 수도인 부다페스트를 점령하였고, 나치 독일의 학살에 가담한 페렌츠는 전범으로 수배되었다. 1945년 2월 13일 헝가리를 완전히 점령한 소련은 화살십자당 당원들을 제거하기 시작했고, 나치 독일로 도피한 페렌츠를 포획하기 위해 연합군에게 수배령을 배포하였다. 1945년 5월 7일 나치 독일로 도피한 페렌츠가 한 연합군 병사에게 붙잡히며 헝가리로 압송되었고  페렌츠의 체포와 함께 화살십자당 조직은 완전히 분쇄되었다.
제2차 세계 대전 종전 이후 화살십자당의 당원들은 연합군이 수립한 전범재판소에 회부되었고, 당수인 살러시 페렌츠를 포함한 지도부급 당원들이 반역죄, 대량학살죄로 사형을 선고받고 처형되면서 헝가리에 존재하는 화살십자당의 잔당들이 모두 제거되었다.

## 같이 보기
- 국가사회주의 독일 노동자당
- 국가 파시스트당
- 철위대